# Thác Bụt
Thác Bụt là thác ở vùng đất xã Yên Hóa huyện Minh Hóa tỉnh Quảng Bình, Việt Nam.
Thác Bụt nằm trên dòng khe Roòn ở làng Kiều Tiến xã Yên Hóa. Thác cách Quốc lộ 12A đầu Dốc Cáng cỡ 1 km, và cách thị trấn huyện lỵ Quy Đạt 17°48′07″B 105°58′19″Đ / 17,802008°B 105,971905°Đ cỡ 6 km. Đường đến thác từ Quốc lộ 1 đi từ thị trấn Ba Đồn 17°45′08″B 106°26′29″Đ / 17,752168°B 106,441378°Đ theo Quốc lộ 12A dài chừng 60 km.
Vùng đất xã Yên Hóa nằm trong đới phát triển đá vôi kỷ Carbon-Permi (thời kỳ 350 - 250 triệu năm trước). Theo thời gian quá trình tạo núi, bào mòn và xâm thực làm hình thành các hang karst và khối đá giống hình tượng bụt, từ đó hình thành các truyền thuyết và nghi lễ tâm linh. Thác Bụt từ xưa đã có lễ hội rằm tháng ba của người Nguồn, về sau phổ biến cho các dân tộc đến cúng Bụt cầu tự, cầu tài, cầu lộc. Hiện nay chính quyền đang đầu tư phát triển du lịch.